# Lasse Lau
Lasse Lau (født 25. januar 1974) er en dansk billedkunstner, der arbejder i krydsfeltet mellem dokumentarfilm og billedkunst.
Lasse Lau er uddannet ved Det Fynske Kunstakademi og efterfølgende Whitney Museum of American Art Independent Study Program.
Han debuterede med dokumentarfilmen Lykkelænder på CPH:DOX i 2018, der vandt Nordic Dox Award. Lasse Lau har udstillet og vist sin film på filmfestivaller, museer og gallerier i indland og udland heriblandt Fotografisk Center, PS1 MoMA, British Museum og Hamburger Bahnhof.
Lasse Lau var medstifter af kunstnergrupperne CUDI (Center for Urbanitet, Dialog og Information) (2000) Vollsmose, Kran Film Collective (1998) og Camel Collective (2005) Han var endvidere redaktør på bøgerne Queer Geographies (2014) og The Second World Congress of Free Artist (2013).

## Filmografi

### Spillefilm
- Lykkelænder [1] (2018) (engelsk titel The Raven and the Seagull[2])

### Kortfilm
- Stem (2017)
- Sound from the Hallways[3] (2012)
- Pine Nuts (2008)
- Transparent (2002)
- Manden og Musen[4] (1999)

## Priser
- Grand prix Nanook – Jean Rouch, Jean Rouch International Film Festival[5] (2019)
- Den Gyldne Ravn, The Golden Raven International Arctic Film Festival (2019)
- World Cinema Doc, Kansas Filmfest (2019)
- Nordic:Dox Award, CPH:DOX*, (2018)
- Fokus Videokunst Festival (2011)
- Hans Jensen Prisen (2000)

## Refrencer
1. ↑  Lykkelænder
2. ↑  The Raven and the Seagull - Wikidata
3. ↑  The sound from the Hallways
4. ↑  Manden & Musen
5. ↑  Compétition internationale / International Competition 2019 på comitedufilmethnographique.com hentet 5. januar 2020